# イェヴァン・ディウフ
イェヴァン・ディウフ（Yehvann Diouf、1999年11月16日 - ）は、フランス・モントルイユ出身のサッカー選手。リーグ・アン・OGCニース所属。セネガル代表。ポジションはGK。

## クラブ経歴
2012年にトロワACの下部組織へ入団し、入団直後からGKとしての高い資質を評価され、2016年9月に当時のトロワ史上最年少である16歳と297日でプロ契約を交わした	
。それから約3年後の2019年5月17日、リーグ・ドゥのACアジャクシオ戦でトップチームデビューを果たした。
2019年7月1日、リーグ・アンに所属していたスタッド・ランスへ移籍し、4年契約を結んだ。移籍後3シーズンの間はプレドラグ・ライコヴィッチに次ぐ2番手としての扱いだったが、ライコヴィッチがRCDマジョルカへ移籍して迎えた2022-23シーズンからはレギュラーに定着した。
2025年7月3日、OGCニースに移籍。移籍金は700万ユーロと推定されている。

## 代表経歴
フランスとセネガルの国籍を保有しているが、世代別代表ではフランスを選択した。2018年にはUEFA U-19欧州選手権2018に出場し、正GKとしてプレーしたがベスト4でU-19イタリア代表に敗れた。